# Яганов, Николай Максимович
Никола́й Макси́мович Яга́нов (7 января 1920, Пехра-Покровское, Московская губерния — 20 июня 2015, Балашиха, Московская область) — полный кавалер ордена Славы, разведчик 129-й гвардейского стрелкового полка 45-й гвардейской стрелковой дивизии 6-й гвардейской армии 2-го Прибалтийского фронта (на момент представления к награждению орденом Славы 1-й степени).

## Биография
Родился 7 января 1920 года в селе Пехра-Покровское (с 2003 — в черте города Балашиха Московской области) в семье рабочего. Окончил 10 классов. Работал слесарем-инструментальщиком на заводе.
Был призван на действительную военную службу в 1939 году и направлен в Ленинград, где был зачислен в Балтийско-флотский экипаж Ленинградского фронта. Когда осенью 1941 года войска фашистской Германии блокировали Ленинград, командовал одной из артиллерийских установок форта «Обруч» близ Кронштадта. Затем окончил школу подрывников и воевал в составе команды крейсера «Аврора».
В 1942 году, в трудные дни прорыва блокады Ленинграда, добровольно перешёл в сухопутные войска. В составе 129-го гвардейского стрелкового полка 45-й дивизии принимал участие во всех операциях, проведённых полком с 1943 по 1945 год. В ходе операций трижды был ранен.
Участвовал в боевых операциях по овладению Синявинскими высотами, в прорыве блокады Ленинграда и в боях за освобождение от немецких захватчиков городов Нарвы, Выборга и других населённых пунктов, а также Курляндии и Эстонии.
В период с 5 августа 1943 по 15 марта 1945 года старший сержант Н. М. Яганов выполнял задания командования по захвату гитлеровцев в плен и разведке обороны противника. На счету разведчика более 60 уничтоженных немецких солдат и офицеров и 37 фашистов, захваченных в плен.
За мужество и отвагу, проявленные в Пулковской операции, гвардии красноармеец Н. М. Яганов 19 июня 1944 года награждён орденом Славы 3-й степени, а 29 сентября того же года за героическое участие в Эстонской операции — орденом Славы 2-й степени. 29 июня 1945 года Н. М. Яганов был награждён орденом Славы 1-й степени за выполнение боевых заданий по уничтожению Курляндской группировки противника юго-восточнее Лиепаи в Латвийской ССР в районе Яунземьи.
В 1945 году Н. М. Яганов демобилизован из РККА. В 1951 году окончил Московский заочный юридический институт. Работал старшим юрисконсультом в строительных организациях в Москве, в Госбанке СССР, а с 1970 года работал в Балашихинском районе. В 1972 году Н. М. Яганов был назначен заведующим отделом социального обеспечения в исполкоме Балашихинского горсовета.
Почётный гражданин города Балашиха.
Похоронен на Федеральном военно-мемориальном кладбище в Мытищах.

## Награды
- Орден Красного Знамени[4] (25.06.1944)
- Орден Отечественной войны I степени[5][6]
- Орден Славы III степени
- Орден Славы II степени[7]
- Орден Славы I степени[8]
- Медаль «За отвагу» (СССР)
- Медаль «За отвагу» (СССР)[9] (20 января 1944[10],
- Медаль Жукова[11]
- Медаль «За оборону Ленинграда»
- Медаль «В ознаменование 100-летия со дня рождения Владимира Ильича Ленина» (6 апреля 1970[12])
- Медаль «За победу над Германией в Великой Отечественной войне 1941—1945 гг.» (9 мая 1945[13])
- Юбилейная медаль «Двадцать лет Победы в Великой Отечественной войне 1941—1945 гг.» (7 мая 1965[14])
- Юбилейная медаль «Тридцать лет Победы в Великой Отечественной войне 1941—1945 гг.»[15]
- Медаль «Сорок лет Победы в Великой Отечественной войне 1941-1945 гг.»[16]
- Юбилейная медаль «50 лет Победы в Великой Отечественной войне 1941—1945 гг.»[17]
- Юбилейная медаль «60 лет Победы в Великой Отечественной войне 1941—1945 гг.»
- Юбилейная медаль «65 лет Победы в Великой Отечественной войне 1941—1945 гг.»
- Юбилейная медаль «70 лет Победы в Великой Отечественной войне 1941—1945 гг.»
- Медаль «Ветеран Вооружённых Сил СССР»
- Медаль «30 лет Советской Армии и Флота»[18].
- Юбилейная медаль «40 лет Вооружённых Сил СССР»[19]
- Юбилейная медаль «50 лет Вооружённых Сил СССР» (26 декабря 1967[20])
- Юбилейная медаль «60 лет Вооружённых Сил СССР» (28 января 1978[21])
- Юбилейная медаль «70 лет Вооружённых Сил СССР» (28 января 1988[22])
- Знак «Гвардия»
- Знак МО СССР «25 лет Победы в Великой Отечественной войне» (24 апреля 1970[1])

## Память
- Похоронен на Федеральном военном мемориальном кладбище Мытыщинского района Московской области.
- Памятная мемориальная доска на аллее Героев в Балашихе.
- Именем Героя названа «улица Яганова» бывшая ул. Станция Стройка в западной части города Балашиха[23].